# Rudow (metropolitana di Berlino)
La stazione di Rudow è una stazione della metropolitana di Berlino, capolinea sud-orientale della linea U7.

## Storia
La stazione di Rudow entrò in esercizio il 1º luglio 1972, come capolinea della nuova tratta da Zwickauer Damm della linea 7.

## Strutture e impianti
Il progetto architettonico della stazione fu elaborato da Rainer G. Rümmler con la collaborazione di Dieter Berger, Gerhard Schneider e Alfred Kremser.

## Interscambi
- Fermata autobus